# Aldegunda
Aldegunda – imię żeńskie pochodzenia germańskiego, stwniem. Aldegund. Wywodzi się od słów alt "stary" oraz gund "walka". W Polsce spotykane bardzo rzadko, choć notowane już w średniowieczu.
Aldegunda imieniny obchodzi 30 stycznia.
Znane osoby o tym imieniu:
- święta Aldegunda (Aldegundis, Aldegonde, Orgonne) (zm. ok. 684), opatka w belgijskim Malbodium